# Itarissa peruviana
Itarissa peruviana är en insektsart som beskrevs av Rehn, J.A.G. 1917. Itarissa peruviana ingår i släktet Itarissa och familjen vårtbitare. Inga underarter finns listade i Catalogue of Life.